# Yi Jian Mei

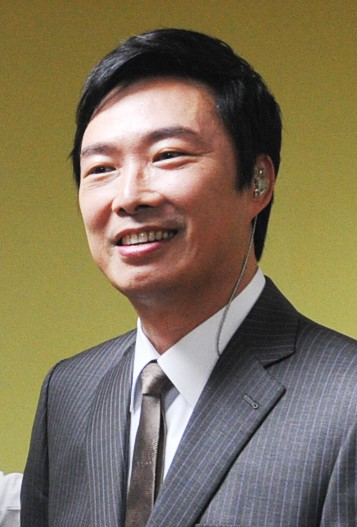
El cantant taiwanès Fei Yu-ching

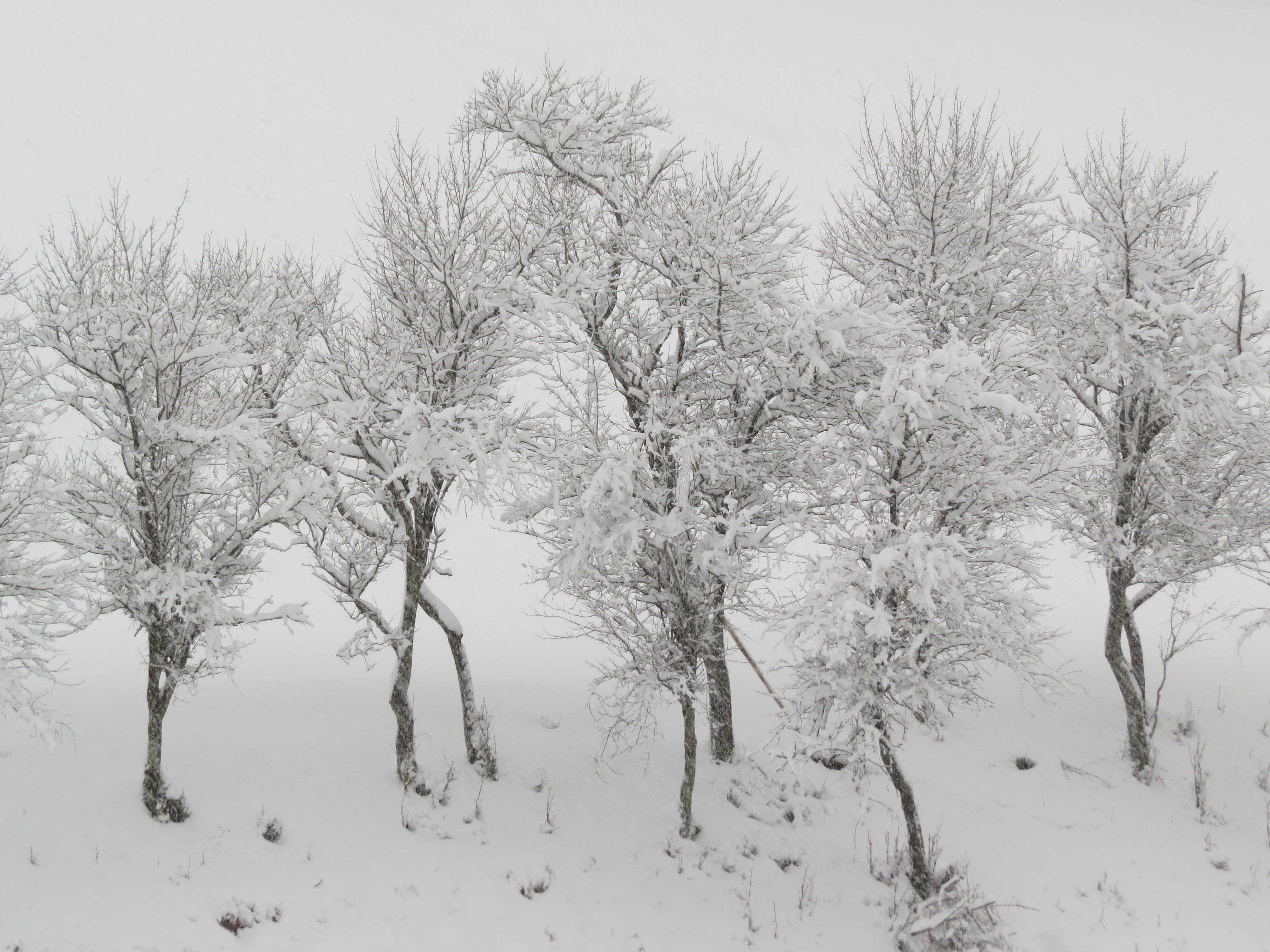
Pruneres a l'hivern

Yi Jian Mei (xinès tradicional: 一剪楳, xinès simplificat: 一剪梅, pinyin: Yī Jiǎn Méi, literalment 'Una tallada de Pruna'), també coneguda popularment per la seva tornada "Xue hua piao piao bei feng xiao xiao" ("Flocs de neu anant a la deriva, el vent del nord xiula"), és una cançó del cantant taiwanès Fei Yu-ching, que es va publicar per primer cop al seu àlbum Aigua del riu Iang-Tsé (長江水) el 1983. Una versió renovada va ser inclosa a l'àlbum Amor Il·limitat (天之大) el 2010.
Es tracta d'una cançó d'amor malenconiosa que utilitza la floració de la pruna a l'hivern com a analogia de l'amor durador a través de les dificultats. Ha estat una cançó molt popular a la Xina des dels anys 80, i és considerada un clàssic atemporal. Va ser utilitzada com a tema musical de la serie taiwanesa One Plum Blossom (1984), produïda per China Television Company.

## Popularitat a Internet
Al principi del 2020, més de 30 anys després de ser publicada, un vídeo selfie a la neu de l'actor xinès Zhang Aiqin, conegut com "Germanet Ou", mentre cantava la tornada de la cançó, va esdevindre viral en ser compartit per milers d'usuaris de xarxes socials.